# Distretto di Sop Prap
Il distretto di Sop Prap (in thailandese: สบปราบ
) è un distretto (amphoe) della Thailandia, situato nella provincia di Lampang.